# Троицкий Селижаровский монастырь
Троицкий Селижаровский монастырь — православный монастырь, расположенный в посёлке Селижарово Селижаровского района Тверской области на слиянии рек Волги и Селижаровки.

## История монастыря
Точное время становления монастыря неизвестно, но он существовал уже в первой половине XVI в.
Первое упоминание относится к духовной грамоте рузского князя Ивана Борисовича, в которой он в 1503 году назначает для селижаровского монастыря «сорок рублев да два». В 1506 году упоминается в связи с волоцким князем Фёдором Борисовичем, который пожаловал «в Селижаров монастырь дать к Живоначальной Троице игумену с братиею пятьдесят рублев с рублем да с четвертью»
Вероятнее всего создан монастырь был не ранее конца XV века, поскольку до этого в XIII—XIV веках данная территория периодически подвергалась нападениям литовцев, что создавало неблагоприятные условия для создания на этой территории монастыря.
В 1519 году Василий III Иоаннович пожаловал монастырю в Езжинской волости Ржевского уезда деревню Хотошино с четырьмя другими деревнями, две пустоши, половину озера Волго и малое озеро Волосце.
Царь Иоанн IV Васильевич в 1539 году дал монастырю грамоту, по которой воспрещалось брать пошлины с крестьян монастыря, проезжавших в других городах с монастырскими припасами, а в 1547 году, путешествуя по Волоцким, Ржевским и Тверским монастырям, посетил и Селижаровский Троицкий монастырь.
В 1600 году царь Борис Годунов позволил служителям монастыря собирать пошлины на нужды монастыря с проезжающих с товаром по мосту через реку Селижаровку.
Во время Василия Шуйского монастырь был разорён и долгое время не мог восстановиться до XVII в. В это время братия монастыря составляла не более 5 человек.
На XVI век монастырь включал в себя: каменную главную церковь во имя святой Троицы, каменную трапезную церковь Св. апостолов Петра и Павла, две кельи, монастырский двор, огород. В подмонастырской слободе проводились торги и собирались таможенные пошлины с товаров.
В 1681—1699 годах перестроена каменная Троицкая церковь Тосканского типа, построена каменная колокольня и каменная ограда вокруг монастыря. В это же время монастырь приобретает: иконостас, новую церковную утварь, облачения, устроение колокольни с хорошей звонницей. Активное строительство связано в это время с тем, что монастырь стал в центре Ржевского наместничества и вероятнее всего готовился как место для кафедры будущего епископа.
С начала XVIII века устройство монастыря приостанавливается в связи с перенаправлением оброков монастыря с мельницы, мостовых сборов и рыбной ловли в пользу государственной казны. Так же были перенаправлены каменщики на строительство Санкт-Петербурга и запрета на строительство новых монастырских сооружений без необходимости.
В XVIII веке на территории монастыря построены двухэтажные каменные больничные и братские кельи, построенные на средства князя Василия Дмитриевича Путятина, одноэтажный каменный флигель настоятельских келий, два каменных флигеля братских келий и каменная житница.
При Елизавете Петровне построены каменные палаты для архиерейских келий (строительство с 1748 по 1760 гг.).В 1764 году монастырь был лишен земельных угодий, и тем самым лишился 2786 душ крестьян. Переведен в 3-й класс (последний), после чего количество братии составляло не более 15 человек.
В 1832—1835 годах была перестроена колокольня, так как прежняя была пристроена к церкви Св. Петра и Павла и начала постепенно разрушаться. Колокольня перестроена отдельно, и к ней достроен четырёхугольный этаж; вместо четырёхугольного купола поставлен круглый с крестом. К трапезной церкви пристроена стена, слева деревянное крыльцо с лестницей. В 1841 году построены деревянные кельи над одноэтажными настоятельскими каменными кельями.
Монастырь был закрыт в 1930-х гг. Со временем часть стен ограды и ворота были разобраны на кирпич. Соборный храм и колокольня были взорваны.

## Использование трапезной церкви св. Петра и Павла в советское время
Во время Великой Отечественной войны подвалы использовались в качестве тюрьмы для противников советского режима.
в 1960-70-х в церкви располагались магазины книг, музыкальных инструментов, детский мир. Магазины перенесены из здания в 1980-х.
Возвращено верующим в 1992 году.
Сейчас при храме действуют иконописная мастерская, воскресная школа, вышивальная и мастерская резьбы по дереву.
- Петропавловский храм. Февраль 2021 г.
- Петропавловский храм. Февраль 2021 г. Интерьер
- Петропавловский храм. Февраль 2021 г. Интерьер

## Церкви и строения монастыря
Соборный храм во имя Святой Троицы
Построен в Тосканском стиле. Собор четырёхугольный с пятью куполами, с одним престолом во имя Св. Троицы, с алтарём с тремя полукружиями; с правой стороны алтаря — ризничная палат, а с левой — пономарская, с западной — паперть. С трёх сторон имел деревянные крыльца. Длина всей церкви с алтарём и папертью с востока на запад составляла 21,3 м; с юга на север — 12,8 м, высота от помоста до сводов — 21,3 м, высота от цоколя до глав с крестами составляла 42,7 м. Главы поставлены были на широком четырёхугольном глухом трибуне и покрыты белой жестью — боковые глянцевые, средняя — чешуёй. Над фундаментом был проведён пояс с четырёхугольными нишами в которые была вставлена зелёная кафельная квадратная плитка с выпуклыми изображениями попеременно льва, герба Ржева, цветка.

### Петропавловская церковь
Изначально везде в документах упоминается как трапезная, поскольку это было её основное назначение. Под церковь в ней отводилась лишь небольшая часть помещения. В здании располагались: трапезная, хлебная поварня, мукосейная, келарская и казённая палатки, погреба и подвалы, сушильная и квасоварня, церковь.
Внешнее убранство было без всяких украшений, только небольшой пояс в ребро внизу полукружия восточной стены для отделения помещения алтаря и двух широких пилястр по боковым краям. Длина от юга на север — 19,7 м, ширина с востока на запад — 14,9 м. Внутри средний престол посвящён святым апостолам Петру и Павлу; боковой — Святому Гурию и Варсонофию Казанским, левое отделение служило пономарской.

### Колокольня
Располагалась на северной стороне ограды монастыря. Построена каменной в 3 этажа в Тосканском стиле. Имела 20 колонн в среднем и 12 полуколонн в верхнем этажах. Высота вместе со шпилем и крестом составляла 42,5 м. Шпиль был обит белым железом, купол и карнизы выкрашены чёрным. Колокольня имела 10 колоколов. Вес четырёх самых больших от 1652 кг до 245 кг.

### Жилые постройки
Настоятельские кельи располагалась на восточной стороне монастыря на линии ограды. Двухэтажный дом длиной в 24 м и шириной в 8,5 м. Нижний этаж — каменный, верхний — деревянный. Верхний этаж отводился под настоятельские кельи, в нижнем этаже располагались кельи старшей братии и настоятельская кухня. Верхний этаж обшит тёсом. Перед домом имелся цветник, парник, липы, мостик в соборную и Петропавловскую церковь.
Братские кельи располагалась к востоку от настоятельских келий. Длина одноэтажных каменных монастырских келий равна 27,7 м, ширина — 6,5 м. Часть из них была занята братским летней и зимней трапезами, двумя кладовыми, кельями для братии. До 1768 года здание имело второй этаж, предназначавшийся под больницу и братские кельи, которые к этому времени был разобраны из-за ветхости. Напротив находился деревянный колодец.
На северной стороне монастыря располагались два в одну линию каменные одноэтажные флигеля братских келий каждая длиной и шириной 27,7 м. Перед этими зданиями был разбит огород.
Архиерейские кельи располагалась на юго-восточной стороне монастыря около линии ограды каменные палаты длиной 40,5 м и шириной 6,5 м. На верхнем этаже было 6 покоев и сени с печами, внизу располагались погреба. На 1915 год здание пустовало.

### Хозяйственные постройки и ограда
Каменный флигель располагался на западной стороне монастыря, в нём хранились хлебные припасы монастыря. Рядом с ним были расположены каретный сарай и баня.
Вокруг монастыря шла каменная ограда высотой 4,2 м протяжённостью 414 м. Построена в 1685—1699 годах. Имела две башни: на северо-западной и северо-восточной стенах, построенные в 1779 году. В западной линии ограда имела каменные святые ворота с крыльцом, на сводах которого фреска с изображением Богоматери, а по бокам — фрески святых апостолов Петра и Павла. Ворота створчатые, с изображениями на них сцен из жизни Авраама и Лота.

## Монастырские здания вне монастыря
Деревянный гостиный дом располагался с западной стороны монастыря через дорогу, к реке Волге. Имел мезонин и рядом две избы. Служил для приёма богомольцев. Другой деревянный дом располагался также с западной стороны монастыря через дорогу, к Волге. Сдавался за плату в пользу церкви посадским жителям. В XVIII в. на месте дома располагались монастырские дворы: гостиный и конюшенный. Рядом 7 деревянных житниц. Рядом с ними стояли посадские деревянные ворота, называемые Спасскими с двумя калитками и деревянным четырёхугольными башнями с иконами.
На северной стороне монастыря имелись 26 монастырских торговых лавок, сдаваемые в аренду мелким приезжим торговцам.
Каменная часовня располагалась возле северо-восточной башни монастырской ограды. За ней располагалась келейка сторожа. Направо от келейки стояли каменные ворота, служившие выходом к реке. Напротив же часовни, около моста через Селижаровку стоял каменный столб. Прежде на этом месте стояла келья для сбора мостовой пошлины с проезжающих по мосту.

## Персоналии
В 1751 году с восточной стороны парадного двора было начато строительство Архиерейских покоев. Верхний этаж покоев оставался недолгое время деревянным. Начало строительства их связано с именем Фомы Павлова (Козлова?) — крестьянина подмонастырской слободы Троицкого Селижаровского монастыря. Он более десяти лет был строителем в Ниловой пустыни, беря крупные подряды и возглавляя большую артель мастеров. Фома Павлов не только руководил работами, но и сам участвовал в строительстве церкви в честь иконы Божией Матери Смоленской Одигитрии (1750—1756) в селе
Оковцы. По приходо-расходным книгам монастыря удалось установить его имя: «Вотчины Троицкого Селижаровского монастыря крестьянину и подрядчику при строении новой каменной церкви Фоме Павлову денег дано 150 рублей» .
Архиепископ Гурий первый архиепископ Казанский и Свияжский с 1554 по 1555 года был по повелению Иоанна Васильевича Грозного игуменом Троицкого Селижаровского монастыря.